# 石橋優子
石橋 優子（いしばし ゆうこ、朝: 이시바시 유코, 1980年4月3日 - ）は、日本の歌手。
東京都出身。血液型A型。姉は声優の沢口千恵、弟はお笑い芸人の石橋哲也。

## 経歴・人物
- 以前は「YOU-CO」という名前で歌っていた。代表作は「ぴゅあぴゅあ」、「そしてこの宇宙にきらめく君の詩」、「North Wind」など。
- 2004年 姉の沢口千恵、声優の野島健児、友人でミュージシャンの鈴木利宗の4人で結成された朗読と音楽のユニット「BELOVED」の歌姫。
- 2006年 1月26日発売のPS2ゲーム『アルトネリコ 世界の終わりで詩い続ける少女』にクレア役として歌う。
- 2006年 『イリスのアトリエ グランファンタズム』のエンディングテーマを歌う。
- 2007年 姉の沢口千恵と友人でミュージシャンの野上朝生の3人でユニット「CHARMS」を結成。
- 2007年 10月25日発売のPS2ゲーム『アルトネリコ2 世界に響く少女たちの創造詩』にレイシャ役として歌う。
- 2008年 1月23日にデビューアルバム『悠かなる刻の詩声』をリリース。
- 2008年4月1日付でアクロス エンタテインメントの所属となる（これまではフリーで活動していた）。
- 2009年 ソロプロジェクト「jeweltic」をスタート。
- 2014年 アクロス エンタテインメントを退所。

## 作品の特徴
澄みわたる歌声と多重コーラスを駆使し、エスノ的アプローチで癒し空間を表現。ワールドワイドなジャンルに各種民族楽器をフィーチャーした独自の世界と、ゆったり流れる心温まるバラードを得意とする。また、野沢香苗の二胡演奏と歌声がとても相性よく、安らぎの歌声を奏でる。

## ディスコグラフィー

### メジャーリリースアルバム
星詠〜ホシヨミ〜 Ar tonelico Hymmnos concert Side 蒼（2006年1月25日発売）
1. Legend of Artonelico〜ミュール生誕〜（インストゥルメンタル）
2. 謳う丘-Harmonics EOLIA-（PS2ソフト『アルトネリコ』オープニング） （歌：志方あきこ）
3. EXEC_CHRONICLE_KEY/. （歌：志方あきこ）
4. York of love.
5. そよ風の思い出 （インストゥルメンタル）
6. EXEC_PAJA/.#Misya extracting （歌：志方あきこ）
7. EXEC_HARMONIUS/. （歌：志方あきこ）
8. 星詠〜ホシヨミ〜 （歌：志方あきこ）
9. そよかぜのうた
10. 舞少女（インストゥルメンタル）

澪〜ミオ〜Ar tonelicoII Hymmnos concert Side 蒼（2007年10月24日発売）
1. Opening〜共鳴反応（インストゥルメンタル）
2. 謳う丘〜Harmonics FRELIA〜（PS2ソフト「アルトネリコII」オープニング） （歌：志方あきこ）
3. METHOD_IMPLANTA/. （歌：志方あきこ）
4. METHOD_METAFALICA/. （歌：志方あきこ）
5. METHOD_REPLEKIA/. （歌：志方あきこ）
6. EXEC_over.METHOD_SUBLIMATION/.〜lamenza （歌：志方あきこ）
7. EXEC_over.METHOD_SUBLIMATION/.〜ee wassa sos yehar （歌：志方あきこ）
8. EXEC_over.METHOD_SUBLIMATION/.〜omness chs ciel sos infel （歌：志方あきこ）
9. 澪〜MIO （歌：志方あきこ）
10. 聆紗の子守唄
11. 永久に結ひて
12. EXEC_HAIBANATION/.
13. 絆〜KIZNA

悠かなる刻の詩声（2008年1月23日発売）
1. Prologue
2. Cielito Lindo
3. ひとひら
4. あなたがいれば
5. 大切なことば
6. River〜行雲流水〜
7. 私の翼
8. Jewel
9. 小さな魔法
10. 絆〜KIZNA
11. 星空につつまれて

## 参加作品
- North Wind ED担当
- ぴゅあぴゅあ 挿入歌&ED担当
- そしてこの宇宙にきらめく君の詩 OP担当
- イリスのアトリエ グランファンタズム ED担当
- アルトネリコ クレアの歌担当
- アルトネリコOVA フェイマの歌担当
- アルトネリコ2 レイシャ，フレリアの歌担当
- Lip on Hip CompilationCD Vol.2『WAX AND WANE〜永遠に〜優子Ver.〜 』
- Lip on Hip CompilationCD Vol.3『River 〜行雲流水〜』
- BELOVED 『NO SIGNAL』『空への予感』など
- 沢口千恵 CHARMS 歌担当
- トリガーハート エグゼリカ　システムボイス、フェインティア（イミテイト）の声を担当。※システム音声は全作品、イミテイトの声は、AC版、Dreamcast版、XBLA版を担当。CDドラマとPS2版は同役を桑谷夏子が演じている。
- プレイステーションソフトやきとり娘〜スゴ腕繁盛記〜ささみ役　エンディングテーマ「予感のパラダイム」
- OVA聖闘士星矢〜エリシオン編　ED担当

## 出演
- TBS『and〜安堵〜』のオープニング曲担当（隔週）
- ベネッセチャンネルOP 今月の歌
- 劇団ヘロヘロQカムパニー第17回公演「燃えてサムライ」めぐみ役
- BS-i「ぽれぽれジャンボ」歌のお姉さん